# カルロス・アイマール
カルロス・ダニエル・アイマール（Carlos Daniel Aimar、1950年7月21日 - ）は、アルゼンチン・コルドバ州コルラル・デ・ブストス出身の元サッカー選手・サッカー指導者。現役時代のポジションはミッドフィールダー(ヴォランテ)。
サンタフェ州庁スポーツ副理事も務めたほか、現在はFOXスポーツのTV番組「90ミヌートス・デ・フトボル」のパネリストとしても活躍している。

## 経歴

### 現役時代
幼少時は生まれ故郷にて「エル・カイ」のあだ名で知られ、スポルティング・クルブに在籍した。1970年、19歳の時に彼のチームはロサリオ・セントラルと対戦し、所属していたリーグで優勝した。セントラルの育成組織で指導者をしていたカルロス・ティモテオ・フリグオル氏は「面白い選手が1人いる」としてアイマールに注目し、彼をロサリオに連れてこようと考えた。名門に才能を見出されたアイマールだったが、移籍当初は寮住まいで4部所属のファームチームでプレーさせられた。ポジションは右ボランチで、守備力の強さに特徴を持っていた。
当時ロサリオ・セントラルの1軍監督だったアンヘル・ラブルナは、1971年5月16日のトルネオ・メトロポリターノ第16節、エストゥディアンテス・デ・ラプラタ戦でアイマールをデビューさせた。その後チームは1971年と1974年のカンペオナート・ナシオナルを制覇、1972年、1974年、1975年のコパ・リベルタドーレスに出場。1975年大会ではベスト4(二次リーグ敗退)の成績を残す。経験を積んだアイマールは主将も任されるようになり、チームへの貢献意識が最も高い選手に成長した。ロサリオ・セントラルでは通算334試合出場32得点を記録。そのうち2得点はニューウェルス・オールドボーイズとのクラシコ・ロサリーノで決めたものだった。
1979年、アイマールはCAサン・ロレンソ・デ・アルマグロで現役を引退。これは当時の監督カルロス・ビラルドの意向によるものだった。この最後のクラブでの契約期間は6か月で、わずか8試合に出場したのみであったが、これは臀部に骨関節炎を抱えていたアイマールの現役寿命の終わりが近いことを、あらかじめ見越してのものでもあった。

### 指導者時代
引退後のアイマールはフェロカリル・オエステの下部組織で、かつての恩師カルロス・ティモテオ・フリグオルから多大な信頼を寄せられて指導者としての第一歩を踏み出した。1988年にはプロ・ライセンスを得た監督としてCDデポルティボ・エスパニョールの1軍監督に就任。わずか1年後には欧州へ飛躍し、リーガ・エスパニョーラのCDログロニェス監督にシーズン途中から就任。残留争いを制した。
1989年にはボカ・ジュニオルスの監督に就任し、スーペルコパ・スダメリカーナとレコパ・スダメリカーナで優勝という結果を残すと、翌1991年には選手としてプロデビューした古巣ロサリオ・セントラルに監督として復帰。だが1992年には再びスペインでログロニェスの監督となり、この時は1993-94シーズンの終わりまで2年間務め、最終節で再びプリメーラ・ディビシオン残留を達成。その後はセルタ・デ・ヴィーゴの監督も務めたが1994-95年シーズンの10月に解任された。1996年には再びアルゼンチンへ戻り、古巣のCAサン・ロレンソ・デ・アルマグロを率いたが長続きせず、またスペインへ戻り、ログロニェスで3度目の監督を務めることになったが、この時はセグンダ・ディビシオン降格を喫してしまう。その後CDテネリフェでフアン・マヌエル・リージョ監督の補佐として働いたこともあった。
2002年にはCAラヌースの監督を短期間務めた後、アルゼンチン人ミュージシャンのダニエル・グリンバンクにリーガ・エスパニョーラでの指導経験を買われて、2003-04シーズンにセグンダ・ディビシオン所属のCDレガネスの監督としてスペインへ舞い戻った。なおスポーツ・ディレクターにはホセ・ペケルマンを据え南米出身選手16人がチームに所属していた。だがシーズン途中にグリンバンクがクラブを経営するために作った会社が破綻し、買収手段も違法であったことが発覚。彼に連れられてきたアイマールもシーズン途中に連帯責任のような形で辞任した。その後は監督としてのオファーがしばらく途絶えたが、2005年にキルメスACと契約。だが良い成績を残せず短期間で解任された。

### 政治家・評論家として
指導者として活躍する一方、アイマールは政治活動にも進出し故郷のアルゼンチンのサンタフェ州でスポーツ副理事としても働いた。
2008年2月初旬から、FOXスポーツの番組「90ミヌートス・デ・フトボル」に出演し始めた。

## タイトル

### 選手
CAロサリオ・セントラル : 2回
プリメーラ・ディビシオン : 1971ナシオナル、1973ナシオナル

### 監督
- ボカ・ジュニアーズ
- スーペルコパ・スダメリカーナ1989
- レコパ・スダメリカーナ1990